# Katastrofa lotu Nigeria Airways 357
Katastrofa lotu Nigeria Airways 357 – katastrofa lotnicza, która wydarzyła się 13 listopada 1995 roku. Samolot Boeing 737-2F9 linii Nigeria Airways wypadł z pasa startowego po lądowaniu na lotnisku Kaduna w Nigerii, w wypadku zginęło 11 osób.

## Przebieg wypadku
Samolotem, który uległ wypadkowi był wyprodukowany w 1982 roku Boeing 737-2F9 należący do nigeryjskich linii lotniczych Nigeria Airways, o rejestracji 5N-AUA, mający wylatane 22 375 godzin lotu w dniu wypadku. Maszyna wykonywała krajowy lot na trasie Yola-Lagos z międzylądowaniami w miejscowościach Dżos oraz Kaduna. Pierwsza część lotu odbyła się bez problemów, samolot wylądował w Dżos o 08:40, następnie wystartował 50 minut później. Kontrola lotów w Kadunie zezwoliła załodze na lądowanie na pasie startowym nr 05, jednak kapitan poprosił o zmianę podejścia na pas nr 23. Samolot wykonał ciasny zakręt w lewo na kurs 310 stopni, już wówczas można było zauważyć próg pasa nr 23, co wzbudziło niepokój pierwszego oficera oraz siedzącego za nim dodatkowego członka załogi. Zwrócili oni kapitanowi uwagę, że nie da rady z tej pozycji wylądować na tej drodze startowej i polecili mu odejście na drugi krąg i podejście do pasa startowego 05, mimo to kapitan zignorował sugestie. Samolot przyziemił zaledwie 616 metrów przed końcem drogi startowej. Załoga desperacko próbowała wyhamować, skręcając w lewo z pasa w celu uniknięcia zderzenia ze światłami na jego krańcu, jednak odrzutowiec wpadł w poślizg i zawadził prawym skrzydłem o ziemię, co wywołało ogromny pożar. W katastrofie zginęło 11 osób, 66 osób zostało rannych.

## Przyczyny
Przyczyną wypadku był błąd kapitana, który zdecydował się nie przerywać lądowania, mimo iż należało zastosować procedurę nieudanego podejścia. Dodatkowym czynnikiem był gwałtowny zakręt tuż po lądowaniu przy prędkości 76 węzłów.